# 5D Chess with Multiverse Time Travel
5D Chess with Multiverse Time Travel là một tựa game biến thể cờ vua năm 2020 được studio của Mỹ Thunkspace phát hành cho Microsoft Windows, macOS và Linux. Cơ chế chính của nó, du hành thời gian đa vũ trụ, cho phép các quân cờ di chuyển xuyên thời gian và mốc thời gian theo cách tương tự như cách chúng di chuyển qua hàng và cột. Trò chơi được giới phê bình phản ứng tích cực và ca ngợi vì thiết kế phức tạp và trang nhã.

## Lối chơi
5D Chess bắt đầu mỗi lượt chơi với một bàn cờ vua thông thường. Khi chơi được một hồi, các quân cờ có thể, tuân theo các quy tắc cụ thể, được chuyển sang phiên bản cũ của bàn cờ. Để ngăn chặn những nghịch lý liên quan đến du hành thời gian, thay vì thay đổi quá khứ "ban đầu", việc du hành thời gian này dẫn đến việc tạo ra một dòng thời gian thay thế hoặc "vũ trụ song song", mà vị trí bắt đầu giống với thời điểm tương ứng trong dòng thời gian ban đầu nhưng có thêm quân cờ du hành thời gian. Các quân cờ cũng có thể được gửi giữa các "dòng thời gian" khác nhau này và khi di chuyển qua các dòng thời gian, có thể chuyển sang "quá khứ", "hiện tại" hoặc "tương lai" của dòng thời gian đó". Bất cứ khi nào dòng thời gian mới được hình thành từ sự chuyển động của một quân cờ giữa các thời điểm khác nhau của bàn cờ, người chơi phải thực hiện một bước di chuyển cho mỗi dòng thời gian đã tạo, ví dụ: nếu có 3 mốc thời gian riêng biệt, mỗi lượt gồm 3 nước đi. Trò chơi kết thúc khi số nước đi hợp lệ có sẵn cho một người chơi ít hơn số mốc thời gian, trong trường hợp đó người chơi sẽ thua. Nói chung, càng nhiều lượt di chuyển trôi qua, trò chơi càng trở nên phức tạp hơn do việc tạo ra các mốc thời gian mới.
Các quy tắc di chuyển quân cờ được khái quát từ các quy tắc cờ vua tiêu chuẩn, với thời gian và mốc thời gian là trục chuyển động, cũng như hàng và cột. Ví dụ: quân Xe có thể di chuyển bất kỳ số ô vuông nào dọc theo một trục, vì vậy người chơi có thể đưa xe về vị trí hiện tại của nó, nhưng bất kỳ số lượt nào trong quá khứ, sử dụng thời gian làm trục chuyển động. Tượng di chuyển bất kỳ số ô vuông nào theo đúng hai trục, vì vậy, ví dụ, có thể di chuyển một giám mục ba ô vuông theo chiều dọc và ba ô quay về quá khứ. Mã di chuyển hai không gian trên một trục và một trên một trục khác - ví dụ: một quân mã có thể di chuyển đến bất kỳ không gian liền kề (một) vào một dòng thời gian cách hai mốc thời gian (hai). Vua di chuyển một trong bất kỳ số trục nào. Ví dụ: một nước đi hợp lệ cho quân vua là đồng thời đi một khoảng không theo chiều ngang, vào dòng thời gian "liền kề" hoặc một lần di chuyển ra xa và một lần chuyển thành quá khứ của dòng thời gian đó. Hậu di chuyển bất kỳ số lượng không gian nào bằng nhau trên bất kỳ số trục nào. Một nước đi hợp lệ cho quân hậu có thể là di chuyển 4 khoảng trống theo chiều dọc, 4 khoảng theo chiều ngang, vào một dòng thời gian cách đó 4 mốc thời gian và 4 lần chuyển thành quá khứ của dòng thời gian đó. Tốt có thể di chuyển xuyên thời gian và các mốc thời gian trong một số điều kiện nhất định. Ngoài sáu quân cờ tiêu chuẩn, trò chơi bao gồm các quân cờ thần tiên của riêng nó, kỳ lân và rồng (có thể di chuyển bất kỳ số lượng không gian như nhau qua chính xác ba hoặc bốn chiều, tương ứng) và công chúa (di chuyển giống như Hậu nhưng bị hạn chế tối đa hai chiều chuyển động). Số quân cờ này có thể được sử dụng trong các loại bàn cờ thay thế, ngoài các trận đấu trên bàn cờ 8 × 8 thông thường, trò chơi cũng hỗ trợ các trò chơi trên bàn cờ 4 × 4, bảng 5 × 5, bàn cờ 6 × 6 và bàn cờ 7 × 7 và một phần chơi giải đố. Game có thể chơi trực tuyến với những người chơi khác hoặc chơi ngoại tuyến với AI.

## Phát hành
Trò chơi được ra mắt vào ngày 22 tháng 7 năm 2020 trên Steam. Game do Conor Petersen và Thunkspace phát triển. Petersen nói rằng anh rất thích các biến thể cờ vua như cờ vua ba chiều và quan niệm sử dụng thời gian như một chiều bổ sung cho các chuyển động của quân cờ. Anh nói: "Từ đó, tôi cố gắng giải quyết từng vấn đề hoặc nghịch lý mà tôi tìm thấy".

## Đón nhận
Nhà phê bình Nathan Grayson của Kotaku đã gọi game là "rất thanh lịch so với những gì nó vốn có". Arne Kaehler, của ChessBase, lưu ý rằng trong khi trò chơi diễn ra tốt đẹp và là một biến thể cờ vua vui nhộn, AI của đối thủ lại không thành thạo lắm. Một người đánh giá Digitally Downloaded ưu ý rằng, do sự phức tạp ngày càng tăng của trò chơi khi lượt trôi qua, nó thể hiện một "khả năng vô hạn". Christopher Livingston của PC Gamer gọi trò chơi này là "khuất phục tâm trí". Jacob Aron của New Scientist đã viết trò chơi "không dành cho những người yếu tim" và "cực kỳ gây khó khăn cho não". Kiện tướng Hikaru Nakamura đã chơi tựa game này khi xuất hiện trên VENN vào tháng 8 năm 2020.